# Sharof Rashídov
Sharaf Rashídovich Rashídov (ruso: Шара́ф Раши́дович Раши́дов, uzbeko: Шароф Рашидович Рашидов, romanizado como Sharof Rashidovich Rashidov; 6 de noviembre de 1917 – 31 de octubre de 1983) fue un político soviético, primer secretario del partido comunista de la República Socialista Soviética de Uzbekistán, desde marzo de 1959 a octubre de 1983, escritor (premio Lenin de literatura).

## Biografía

### Primeros años
Nació el 24 de octubre de 1917 en el pueblo de Sovungarlikn, en la región de Yizaj, en la familia de un campesino.
Desde 1935, después de graduarse en el Colegio Pedagógico de Yizaj, trabajó como maestro en una escuela secundaria. Entre 1937 y 1941, fue secretario, subdirector ejecutivo y editor del periódico local de Samarcanda "Lenin yuli". En 1941, se graduó de la facultad de filología en la Universidad Estatal de Samarcanda, y en 1948, en la Escuela del Partido Comunista (Bolchevique) de Toda la Unión, bajo el Comité Central del PCUS.
Entre 1941 y 1942, sirvió al Ejército Rojo como teniente subalterno, participando en la batalla de Moscú, y siendo gravemente herido en el frente de Voljov, por lo que fue condecorado con dos Órdenes de la Estrella Roja. En 1943, después de recibir un tratamiento a largo plazo, regresó a Uzbekistán. Entre 1943 y 1944, volvió a trabajar como editor del periódico "Lenin yuli", y entre 1944 y 1947, fue secretario del Comité Regional de Samarcanda del Partido Comunista, y desde 1947 hasta 1949, fue director del periódico regional "Qizil Ozbekiston".

### Carrera política
Entre 1949 y 1950 fue presidente de la Junta de Escritores de Uzbekistán. Fue Presidente del Presídium del Sóviet Supremo de la República Socialista Soviética de Uzbekistán desde 1950 hasta 1959. En 1956, fue candidato a miembro del Comité Central del PCUS. Además, desde marzo de 1959, fue primer secretario del Partido Comunista de la RSS de Uzbekistán. En la década de 1960, se involucró en la política internacional, encabezando la delegación soviética en las negociaciones con Cuba durante la Crisis de los misiles.
En 1966, fue candidato a miembro del Politburó del PCUS. Ese mismo año, se llevaron a cabo conversaciones en Taskent entre el primer ministro de la India, Lal Bahadur Shastri y el presidente de Pakistán, Ayub Khan, con la mediación de Alekséi Kosyguin. Rashídov también participó en la preparación de estas negociaciones.
Desde 1970, fue miembro del Presídium del Sóviet Supremo de la Unión Soviética, y se desempeñó como diputado del Sóviet Supremo en sus III, IV, V, VI, VII, VIII, IX y X convocatorias. 

### Dirigencia
Durante la dirigencia de Rashídov en la RSS de Uzbekistán, hubo un desarrollo económico en la región; aquí se producían más de 60 aviones al año. La Planta de Tractores de Taskent produjo más de 21 mil tractores, y la de Tashselmash más de 10 mil cosechadoras de algodón por año. En 1969, se desarrolló el yacimiento de oro de Muruntau, que producía 100 toneladas de oro al año.
Bajo Rashídov, Uzbekistán se convirtió en una república industrial-agraria, con una industria ligera y alimentaria desarrollada, y la industria pesada se multiplicó por diez. Surgieron las mayores centrales térmicas (Taskent, desde 1971, Sir Daria, desde 1975, Navoi,) hidroeléctricas (Charvak, desde 1972), de gas (campo Gazli, desde 1961) y campos petrolíferos, así como industrias de ingeniería mecánica (electrotécnica, radioelectrónica, fabricación de instrumentos, aviación, etc.)
Bajo Rashídov, en 1966, se reconstruyó la capital de Uzbekistán, Taskent; se erigieron nuevos museos, parques, teatros y monumentos. En 1970, se celebró el 2500 aniversario de Samarcanda y, en relación con esto, se llevaron a cabo grandes eventos en Samarcanda, se inauguró un museo de la historia de la ciudad, un teatro de ópera y ballet. En 1977, por primera vez en Asia Central, se inauguró el metro de Taskent.
En 1969, se celebró en Samarcanda un simposio internacional sobre la historia del arte del período timúrida. En 1973, se celebró ampliamente el 1000 aniversario del famoso científico Abu Reyhan al-Biruni y se realizó un largometraje.
El número de institutos de investigación en Uzbekistán bajo la dirección de Rashídov aumentó de 64 en 1960 a 100 a principios de la década de 1980. Por iniciativa de Rashídov, por primera vez en Asia Central, se fundó el Instituto de Arqueología, inaugurado en 1970 en Samarcanda.
En 1970-1980, con el apoyo de Rashídov, se filmaron tres grandes series históricas: "Los tesoros de Ulugbek" basada en el trabajo de Adyl Yakubov, una película de video de 10 episodios " Alisher Navoi " basada en la novela de Aibek, una novela de 17 episodios de Kamil Yashin. Por primera vez, se filmaron grandes películas históricas artísticas sobre los genios de la ciencia mundial nacidos en el territorio del Uzbekistán moderno; una sobre Avicena ("La juventud de un genio") y otra sobre Mirzo Ulugbek ("La estrella de Ulugbek").
En 1966, se creó un taller para la producción de dibujos animados sobre la base del estudio de cine Uzbekfilm. En 1968, se publicó la primera caricatura uzbeka "Brave Sparrow". A mediados de los años 70, el taller de animación se convirtió en la “Asociación de Títeres y Dibujos Animados”; bajo la que se crearon dibujos animados: "La balada del halcón y la estrella" de Mavzur Majmudov y "Lago en el desierto" de Nazim Tulajodzhayev, "Jodzha Nasreddin".
Rashídov apoyó activamente a los jóvenes poetas y escritores de Uzbekistán. Bajo de él, poetas tan destacados como Erkin Vajidov (autor del poema "Uzbegim") y Abdulla Oripov (autor del poema "Uzbekiston") destacaron en la cultura de Uzbekistán.
Se inauguraron museos: el museo literario de Alisher Navoi, la casa-museo de S. Aini, el museo de Abu Ali ibn Sino en Afshan, y el museo de V. Lenin en Taskent y otros. En 1980, por iniciativa de Sharaf Rashídov, se celebró el centenario del poeta uzbeko-tayiko Orif Gulkhani y se inauguró el Museo Gulkhani en Samarcanda. Además, un aspecto importante de la política cultural fue la creación de tres museos-reservas: "Ichan-kala" en Jiva (1968), el Museo-Reserva de Arte, Arquitectura e Historia Unidos de Samarcanda (1982) y el Museo de Arte y Arquitectura de Bujará (1983). 
Bajo el liderazgo de Rashídov en la república, los historiadores escribieron y publicaron entre 1967 y 1970 en uzbeko y ruso la saga Historia de Uzbekistán, en 4 volúmenes. Después de la muerte de Rashídov, las historias generales de varios volúmenes de Uzbekistán dejaron de publicarse, con la excepción de volúmenes separados para ciertos períodos.

### Caso del algodón
Un hecho que formó parte de la economía en la RSS de Uzbekistán durante los años 60-80 fue el desarrollo intensivo del cultivo del algodón, ordenado por Moscú dentro del marco de la especialización de las repúblicas soviéticas. El objetivo final de las planificaciones soviéticas era el de llegar a producir 6 millones de toneladas del "oro blanco uzbeko". Este desarrollo desenfrenado llevado a cabo en unas tierras con un acusado déficit de agua causó un impacto catastrófico en la ecología de la región: el uso desmesurado de abonos químicos y de exfoliantes contaminó la tierra y el agua, mientras que el drenaje acelerado de los ríos Amu Daria y Sir Daria para obtener la irrigación de las tierras produjo el desecamiento del mar de Aral en el que desembocan estos ríos, la superficie del mar quedó reducida a la mitad en 40 años.
Presionados por el gobierno federal de Moscú, que quería una mayor producción de algodón, los dirigentes uzbekos desarrollaron un sistema corrupto de falsificaciones estadísticas. Sharaf Rashídov, sus allegados y el propio yerno de Leonid Brézhnev, se vieron implicados en el caso de un algodón que nunca existió (se habló de centenares de miles de toneladas), esto proporcionó unas considerables ganancias para el presupuesto de la RSS de Uzbekistán, y también para los bolsillos de los principales interesados; en 1983 se puso fin a este gran fraude ocurrido en la historia de la Unión Soviética cuando el mismo fue puesto al descubierto, Rashídov murió de una crisis cardíaca (aunque también se habló de suicidio). La prensa soviética, alimentada por las investigaciones de los jueces Gdlian e Ivanov, se ensañó contra estos clanes uzbekos, presentándolos como una peligrosa mafia culpable de haber emponzoñado a toda la sociedad (definida como una Mafia del algodón o Mafia uzbeka). Los lectores interesados por estas revelaciones tan escandalosas como inhabituales, no tardaron en establecer paralelismos entre el caso del algodón que inició una rápida degradación de las relaciones entre Moscú y las élites musulmanas soviéticas, y el desencadenamiento de la intervención soviética en la guerra civil afgana, de la que Yuri Andrópov fue uno de los promotores más fervientes.
Pese a la magnitud del caso del algodón y la voluntad del actual poder uzbeko de no remover el asunto, Rashídov está considerado, oficialmente, como un dirigente que se involucró mucho en el desarrollo de la república (varios conjuntos arquitectónicos fueron edificados, así como la construcción del metro de Taskent durante su mandato). Obtuvo, asimismo, en provecho de Uzbekistán, una cierta autonomía respecto de Moscú, gracias al uso hábil de sus influencias y a saber aprovecharse del debilitamiento del gobierno soviético. A principios de los años 90 se erigió un monumento en su honor en el centro de la ciudad de Taskent.

### Fallecimiento
Rashídov murió el 31 de octubre de 1983 en el distrito de Ellikqala (RASS de Karakalpakia). Inmediatamente después de su muerte, corrieron rumores de que se había dado cuenta de que estaba a punto de ser deshonrado y, por lo tanto, se suicidó. Sin embargo, esto nunca ha sido confirmado.

## Premios y condecoraciones
- Orden de Lenin
- Héroe del Trabajo Socialista (1974, 1977)
- Orden de la Revolución de Octubre (1982)
- Orden de la Bandera Roja del Trabajo (1951)
- Orden de la Estrella Roja (1942, 1946)
- Orden de la Insignia de Honor (1944)
- Premio Lenin (1980)

## Publicaciones
- Rizaev S. R. Sharaf Rashidov: toques al retrato. - Taskent, 1992
- Durov V. A. Orden de Lenin. - M., 2005
- Gorbachov A.N. Múltiples titulares de órdenes de la URSS. - M., 2006